# Wereldkampioenschap
Een wereldkampioenschap (WK) is een vaak meerdaags toernooi of een competitie in de sport waarbij individuen of teams elkaar bestrijden, vaak binnen verschillende disciplines en soms over disciplines heen, zoals bij schaatsen. De deelnemer die in de kampioensreeks het best gepresteerd heeft wordt wereldkampioen genoemd. Deze wereldkampioen hoeft dus niet de sterkste speler of het sterkste team volgens de seizoensranglijsten te zijn. Van een wereldkampioenschap is sprake als er één titel op het spel staat, zoals bij het WK voetbal, van wereldkampioenschappen zodra om meerdere titels wordt gestreden, zoals bij het WK atletiek en het WK zwemmen.
De frequentie waarmee wereldkampioenschappen gehouden worden varieert per sport. Zo worden de wereldkampioenschappen schaatsen jaarlijks georganiseerd, terwijl het WK voetbal eens in de vier jaar wordt gehouden. Gewoonlijk behoort het wereldkampioenschap samen met eventuele olympische kampioenschappen tot de hoogst aangeschreven titels binnen een sport, maar dat hoeft niet. In het tennis wordt het wereldkampioenschap lager aangeslagen dan het winnen van een grandslamtoernooi en in het wielrennen zijn de Tour de France, de Vuelta en de Giro d'Italia veel prestigieuzer. Verder zijn er sporten die geen officieel wereldkampioenschap kennen. Het meest prestigieuze toernooi wordt dan veelal als officieus wereldkampioenschap aangeduid. Dit is al decennialang het geval bij de World Series of Poker.
In sommige sporten wordt op basis van de uitslag tijdens meerdere wedstrijden een klassement opgemaakt. Aan het eind van het seizoen mag de leider van dat klassement zich wereldkampioen noemen, bijvoorbeeld in de autosport (Formule 1), en in motorrace en motorcross. In enkele sporten, zoals boksen en schaken, wordt of werd het wereldkampioenschap beslist in een tweestrijd tussen de regerende wereldkampioen en een uitdager, aangeduid volgens de reglementen van de sportbond.
De internationale tennisbond ITF organiseert – in tegenstelling tot de profbonden ATP en WTA – geen individueel wereldkampioenschap, maar wijst aan het eind van elk seizoen een wereldkampioen (man en vrouw, enkel- en dubbelspel) aan op basis van de resultaten van het voorbije seizoen.
In sommige sporten is het mogelijk dat er tegelijkertijd meerdere wereldkampioenen zijn. Vaak zijn er dan meerdere concurrerende sportbonden binnen een sporttak die elk een kampioenschap organiseren, bijvoorbeeld bij boksen en darts.

## Voorbeelden van wereldkampioenschappen
- De wereldkampioenschappen alpineskiën (FIS)
- De wereldkampioenschappen atletiek (World Athletics)
- De wereldkampioenschappen badminton (BWF)
- Het wereldkampioenschap basketbal mannen (FIBA)
- Het wereldkampioenschap basketbal vrouwen (FIBA)
- Het wereldkampioenschap beachhandbal (IHF)
- Het wereldkampioenschap beachvolleybal (FIVB)
- De wereldkampioenschappen biatlon (IBU)
- De wereldkampioenschappen bobsleeën (IBSF)
- De wereldkampioenschappen BMX (UCI)
- De wereldkampioenschappen boksen (IBA)
- De wereldkampioenschappen boogschieten (World Archery)
- De wereldkampioenschappen bowling (IBF)
- Het wereldkampioenschap bridge (WBF)
- Het wereldkampioenschap cricket (ICC)
- Het Wereldkampioenschap curling vrouwen (WCF)
- Het Wereldkampioenschap curling mannen (WCF)
- Het wereldkampioenschap dammen (WFD)
- Het wereldkampioenschap driebanden (UMB)
- Het wereldkampioenschap handbal mannen (IHF)
- Het wereldkampioenschap handbal vrouwen (IHF)
- Het wereldkampioenschap hippische sporten (FEI)
- Het wereldkampioenschap hockey mannen (FIH)
- Het wereldkampioenschap hockey vrouwen (FIH)
- Het wereldkampioenschap honkbal (IBAF)
- Het wereldkampioenschap ijshockey (WHA)
- Het wereldkampioenschap ijshockey vrouwen (WHA)
- De wereldkampioenschappen indooratletiek (World Athletics)
- Het wereldkampioenschap indoor hockey (FIH)
- De wereldkampioenschappen judo (IJF)
- De wereldkampioenschappen karate (WKF)
- Het wereldkampioenschap korfbal (IKF)
- De wereldkampioenschappen kunstschaatsen (ISU)
- Het wereldkampioenschap lacrosse mannen (World Lacrosse)
- Het wereldkampioenschap lacrosse vrouwen (World Lacrosse)
- De wereldkampioenschappen langlaufen (FIS)
- Het wereldkampioenschap motorcross (FIM)
- Het wereldkampioenschap mountainbike (UCI)
- De wereldkampioenschappen noordse combinatie (FIS)
- Het wereldkampioenschap oriëntatielopen (IOF)
- Het wereldkampioenschap powerlifting
- Het wereldkampioenschap rally (FIA)
- Het wereldkampioenschap rhönradturnen (IRV)
- De wereldkampioenschappen rodelen (FIL)
- De wereldkampioenschappen roeien (FISA)
- Het wereldkampioenschap rugby (IRB)
- Het wereldkampioenschap rugby league (RLIF)
- Het wereldkampioenschap schaatsen (ISU)
- Het wereldkampioenschap schaken (FIDE)
- De wereldkampioenschappen schansspringen (FIS)
- De wereldkampioenschappen schermen (FIE)
- De wereldkampioenschappen schietsport (ISSF)
- Het wereldkampioenschap shorttrack (ISU)
- De wereldkampioenschappen skeleton (IBSF)
- Het wereldkampioenschap skivliegen (FIS)
- Het wereldkampioenschap snooker (WPBSA)
- De wereldkampioenschappen snowboarden (FIS)
- Het wereldkampioenschap softbal (ISF)
- Het wereldkampioenschap squash (WSF)
- Het wereldkampioenschap strandvoetbal (FIFA)
- Het wereldkampioenschap superbike (FIM)
- De wereldkampioenschappen taekwondo (WT)
- De wereldkampioenschappen tafeltennis (ITTF)
- Het wereldkampioenschap touwtrekken (TWIF)
- Het Wereldkampioenschap triatlon (ITU) (sprint, olympische afstand, lange afstand)
- Het wereldkampioenschap veldrijden (UCI)
- Het wereldkampioenschap voetbal (FIFA)
- Het wereldkampioenschap voetbal vrouwen (FIFA)
- Het wereldkampioenschap voetbal (NF-Board)
- Het wereldkampioenschap volleybal mannen (FIVB)
- Het wereldkampioenschap volleybal vrouwen (FIVB)
- Het wereldkampioenschap wielrennen (UCI)
- Het wereldkampioenschap wegrace (FIM)
- Het wereldkampioenschap windsurfen (ISAF)
- Het wereldkampioenschap zaalvoetbal (FIFA)
- De wereldkampioenschappen zeilen (ISAF)
- De wereldkampioenschappen zwemmen (FINA)
- Het wereldkampioenschap Debatteren voor Universiteiten